# Otto Brües

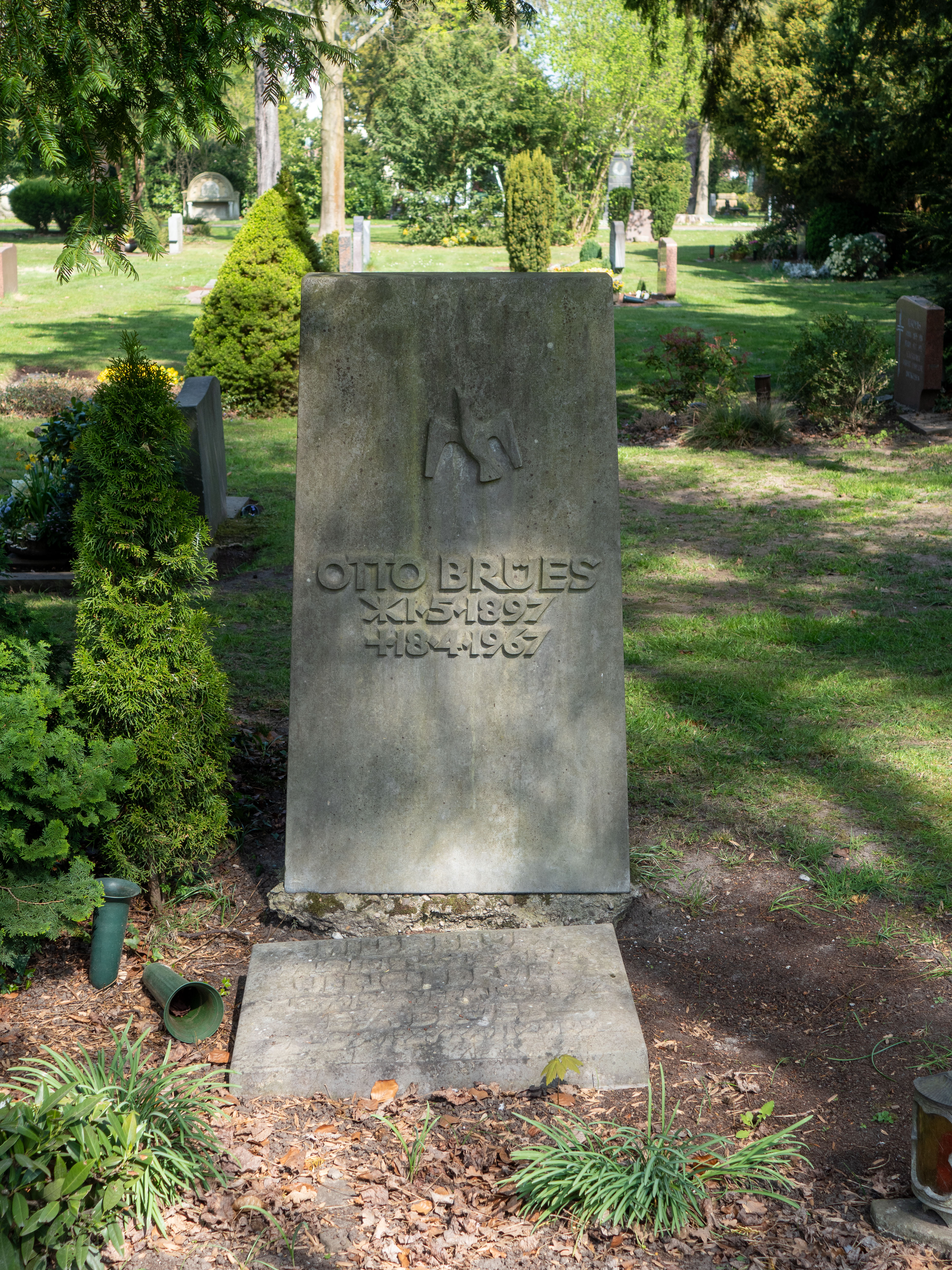
Grabstein Otto Brües (Hauptfriedhof (Krefeld), Alter Teil, Feld C, Nr. 470)

Otto Brües (* 1. Mai 1897 in Krefeld; † 18. April 1967 in Krefeld) war ein deutscher Schriftsteller.

## Leben
Otto Brües nahm ab 1916 als Soldat am Ersten Weltkrieg teil. Anschließend studierte er Germanistik und Kunstgeschichte an den Universitäten in Köln und Bonn. Dieses Studium brach er 1922 ab und war in der Folge als Redakteur beim Feuilleton der Kölnischen Zeitung, seit 1934 als Leiter des Feuilletons, tätig. Daneben schrieb er auch für die Düsseldorfer Zeitung und während des Nationalsozialismus für die nationalsozialistische Kulturzeitschrift Rheinische Blätter. Im Oktober 1933 gehörte er zu den 88 deutschen Schriftstellern, die das Gelöbnis treuester Gefolgschaft für Adolf Hitler unterzeichneten. Brües trat zum 1. Mai 1937 der NSDAP bei (Mitgliedsnummer 4.068.963) und war während des Zweiten Weltkriegs Offizier in der Wehrmacht. Er war Herausgeber der Soldatenzeitungen Wacht im Westen, Wacht im Osten, Wacht im Südosten.
Nach Kriegsende lebte er anfangs in dem oberbayerischen Ort Au. 1950 zog er nach Düsseldorf, und ab 1955 lebte er wieder in seiner Heimatstadt Krefeld. Von 1953 bis 1963 war er Lektor für Theaterkritik an der Universität Köln, daneben schrieb er für den Kulturteil der Düsseldorfer Zeitung Der Mittag. Ab 1955 war er freier Schriftsteller.
Mehrere seiner Werke wurden in der Sowjetischen Besatzungszone bzw. in der Deutschen Demokratischen Republik auf die Liste der auszusondernden Literatur gesetzt.
Im letzten Wohnhaus des nationalsozialistisch kompromittierten Autors richtete die Stadt Krefeld ein „Niederrheinisches Literaturhaus“ ein, das im Juni 2012 eröffnet wurde. Die Tochter des Schriftstellers, die Kunsthistorikerin Eva Brües, hatte der Stadt ihr Elternhaus mit der Auflage vererbt, dort eine entsprechende Kulturinstitution einzurichten.

## Werk
Otto Brües’ Werk umfasst Romane, Erzählungen, Theaterkritiken, Essays, Dramen und Gedichte. Viele seiner Werke haben einen engen Bezug zu seiner rheinischen Heimat und behandeln religiöse und historische Themen.

## Auszeichnungen und Ehrungen
- 1942: Rheinischer Literaturpreis
- 1967: Ehrenbürgerwürde von Krefeld
- 1994 gründete sich in Krefeld  der Otto-Brües-Freundeskreis, eine literarische Gesellschaft, die sich u. a. der Pflege des Nachlasses von Otto Brües widmet.

## Nachlass
Der Nachlass befindet sich im Stadtarchiv Krefeld und im niederrheinischen Literaturhaus Otto-Brües-Haus in Krefeld.

## Werke
- Die deutsche Jugend und der liberale und nationale Gedanke, Berlin 1919
- Grundlagen des Liberalismus, Berlin 1920
- Student, Liberalismus und Hochschulreform, Berlin 1920
- Walter Flex und seine Dichtung in unserer Zeit, Berlin 1920
- Hans Franck: Godiva, Themar i. Thür. 1921
- Neue deutsche Jugend, Berlin 1921
- Walter Hasenclever, Köln 1922 (zusammen mit Paul Joseph Cremers)
- Die Füchse Gottes, Frankfurt a. M. 1923
- Heilandsflur, Frankfurt a. M. 1923
- Heilige, Helden, Narren und Musikanten, Berlin 1923
- Der Prophet von Lochau, Frankfurt a. M. 1923
- Stab und Stein, Frankfurt a. M. 1923
- Das Albrecht-Dürer-Spiel, Frankfurt a. M. 1924
- Rheinische Sonette, Frankfurt a. M. 1924
- Zwei Novellen: Klas Pottbäcker. Michael Brausewetter., Köln 1924
- Der Farbkasten, Rudolstadt (Thür.) 1925
- Seydlitz in Kalkar, Berlin 1925
- Gedichte, Berlin 1926
- Jupp Brand, Berlin 1927
- Die Jugendburg, Berlin 1930
- Die Probe und andere Erzählungen, Berlin 1930
- Die Weihe der Knaben, Berlin 1930
- Matthys und Emilia, Koblenz 1931
- Der Walfisch im Rhein, Leipzig u. a. 1931
- Die Wiederkehr, Berlin 1932
- Das Mädchen von Utrecht, Berlin 1933
- Die Fahrt zu den Vätern, Berlin 1934
- Vor dem Sturm, Berlin 1934
- Der alte Wrangel, Berlin 1935
- Nansens schwerste Stunde, Berlin 1935
- Fliegt der Blaufuß?, Berlin 1935
- Licht von Thule, Breslau 1936
- Heiterkeit des Herzens, Leipzig 1937
- Der schlaue Herr Vaz, Berlin 1937
- Zarte Weisen von bunten Reisen, Leipzig 1937
- Marie im neuen Land, Berlin 1938
- Das Rheinbuch, Berlin u. a. 1938
- Was der Pütt seinem Jüngsten mitbrachte, Saarlautern 1938
- Die Affen des großen Friedrich oder Eine Geschichte von Handel und Fahne, Berlin 1939
- Das Gauklerzelt, Gütersloh 1939
- Mein Weihnachtsbuch für Euch, Berlin 1939
- An den vier Wällen, Köln 1940
- Vanderloos Töchter, München 1940
- Bismarck, Köln 1941 (zusammen mit Richard Euringer und Wilhelm Schäfer)
- Die Sonate, Berlin 1941
- Der Spiegel der Helena, München 1941
- Männer und Waffen des deutschen Heeres, Berlin 1941 (mit Josef Arens)
- Die goldenen Schwingen, München 1942
- Klas Pottbäcker, Berlin 1942
- Weites Feld der Liebe, Gütersloh 1942
- Wir müssen ja bestehen, Berlin 1942
- Nordische Symphonie, Köln 1943
- Schloß Moyland, Stuttgart 1943
- Von der Volkstümlichkeit, Köln 1943
- Braune Spindeln, Leipzig 1944
- Das vergessene Lied, Gütersloh 1947
- Wippsteert, Kempen-Niederrhein 1947
- Die Brunnenstube, Gütersloh 1948
- Mutter Annens Sohn, Gütersloh 1948
- Gesammelte Dramen, Gütersloh
  - 1. Sturm und Stille, 1949
- Der Silberkelch, Kempen-Ndrh.
  - 1 (1949)
  - 2 (1949)
- Simon im Glück, Gütersloh 1949
- Das Gastmahl am Wapper, Stuttgart 1951
- Die Höhle Tubuk, Gütersloh 1952
- Mozart und das Fräulein von Paradis, Tübingen u. a. 1952
- Der Schirm und die Maler, Köln 1952
- Das wiedergewonnene Antlitz, Witten/Ruhr 1953
- Bully und Bordur, Bochum 1954
- Ein Erfindergedanke und was aus ihm wurde, Herne in Westf. 1954
- Rudi vom Endt, Essen-Kray 1955
- 75 Jahre Raiffeisendruckerei GmbH, Neuwied am Rhein, Neuwied 1956
- Herbert Eulenberg, Düsseldorf 1956
- Johanna in den Zelten, Hamburg 1956
- Die kluge Anna, Hamburg 1956
- Louise Dumont, Emsdetten (Westf.) 1956
- Nansen, Hamburg 1956
- Don Juan und der Abt, Rothenburg ob d. Tauber 1957
- Das neue Düsseldorf, Düsseldorf 1957 (zusammen mit Friedrich Tamms)
- So weit die Erde reicht, Dinslaken 1957
- Bei uns zu Land, München 1958 (mit Illustrationen von Helmut Weitz)
- Geheimnis der Heimat, Neuß 1959
- Das Gold der Drei Könige, Zürich 1959
- Die Gottorpsche Gesandtschaft, Gütersloh 1960
- Der Krippenschnitzer, Zürich 1960
- Krefeld, Stadt am Niederrhein, Duisburg 1961 (zusammen mit Rudolf Holtappel)
- Wer einen Damm flickt ..., Gütersloh 1961
- Kette und Schuß, Duisburg 1963
- Das goldene Haus, Gütersloh 1965
- Honigkuchen und Picasso, Duisburg 1966
- Die schönste Krippe, Zürich 1966
- Gut gebrüllt, Löwe, Emsdetten/Westf. 1967
- Schloß Moyland, Duisburg 1967
- Und immer sang die Lerche, Duisburg 1967
- Menander bleibt in Athen, Hamburg 1969
- Das Christbaumspiel, Gütersloh 1970
- Die Dame, Krefeld 1975
- Der Fisch an der Angel, Gütersloh 1975
- Meister Andreas, Gütersloh 1975
- Die Väter, Hamburg 1988
- Elena Gaddi, Krefeld 1994
- Thomas Mann, Krefeld 1996
- Zwischen Chiemsee, Wendelstein und Tegernsee, Husum 1997
- Du darfst im Außenbild das Innen sehen, Krefeld 1998
- Das Urteil vom Santo Uffizio, Krefeld 2001
- Die Erde lebt in ewigen Schöpfertaten, Düsseldorf 2003
- Über Maler und Malerei am Niederrhein, Krefeld 2004

### Herausgeberschaft
- Der Rhein in Vergangenheit und Gegenwart, Stuttgart 1925
- Louise Dumont: Lebensfeiertag, München 1948
- Louise Dumont: Für zwei in einem Topf, Düsseldorf 1952
- Werner Schramm: Werner Schramm und Liselotte Schramm-Heckmann, Ratingen b. Düsseldorf 1965